# Henri Godivier
Henri Godivier est un architecte français. Il est dans les années 1920 l’auteur des plans de nombreuses villas balnéaires de La Baule et à Pornichet, où il dessine les premiers projets de la villa Ker Souveraine.

## Biographie
Henri Georges Godivier s'installe au Pouliguen en 1921 où il construit les villas Georges-Marguerite et Mon Abri.
Il dessine la plupart des villas balnéaires néoclassiques et bretonnantes de La Baule-Escoublac situées entre les hôtels Majestic et Hermitage. Il est en particulier l'auteur des villas 
- Atlantide (vers 1924[5]) ;
- Castel Briand et Castella Mare (vers 1925[6]) ;
- Ker Weten (vers 1924[7]) ;
- Morgane (1924[8]) ;
- Néré Kayola (1925[9]) ;
- La Pinsonnaie (1924[10]) ;
- Steren Vor (vers 1924[11]) ;
- Ty Me (vers 1930[12]) ;
- Viviane (vers 1924[13]).

Il présente en 1924 les premiers projets d'une villa néo-classique à la comtesse de La Noüe, à Pornichet ; c'est finalement Georges Vachon qui construit la villa Ker Souveraine, décorée intérieurement par Adrien Grave.
Lassé des pratiques des entrepreneurs locaux, il s'installe ensuite à Segré.
Il reçoit l'agrément des architectes de la Reconstruction.